# Peter Legh (4e baron Newton)
Pour les articles homonymes, voir Legh.
Peter Richard Legh, 4e baron Newton (6 avril 1915 - 16 juin 1992), est un homme politique conservateur britannique qui occupe des postes ministériels subalternes dans les années 1950 et 1960.

## Biographie
Newton est le fils de Richard Legh, 3e baron Newton et Hon. Helen Winifred Meysey-Thompson, fille de Henry Meysey-Thompson (1er baron Knaresborough). Son grand-père Thomas Legh est également un politicien conservateur qui a été payeur général pendant la Première Guerre mondiale.
Newton fait ses études au collège d'Eton et à Christ Church, à Oxford, et sert pendant la Seconde Guerre mondiale comme major dans les Grenadier Guards. Après la guerre, Newton est membre du conseil du comté du Hampshire de 1949 à 1952 et de 1954 à 1955. En 1951, il est élu député de Petersfield et sert dans les administrations conservatrices de Churchill, Eden et Macmillan en tant que secrétaire parlementaire privé aux finances sous John Boyd-Carpenter de 1952 à 1953, whip adjoint du gouvernement de 1953 à 1955, Lord Commissaire du Trésor de 1955 à 1957, vice-chambellan de la Maison de 1957 à 1959 et Trésorier de la Maison de 1959 à 1960. En 1960, Newton succède à son père en tant que 4e baron Newton et prend son siège à la Chambre des lords, provoquant une élection partielle à Petersfield qui est remportée par le candidat conservateur, Joan Quennell.
Il continue à servir sous Macmillan et plus tard Alec Douglas-Home en tant que capitaine du Yeomen of the Guard et whip en chef adjoint à la Chambre des lords de 1960 à 1962, secrétaire parlementaire adjoint au ministère de la Santé de 1962 à 1964 et ministre d'État pour l'Éducation et les sciences en 1964.
En 1948, Newton épouse Priscilla Warburton, fille du capitaine John Egerton Warburton et veuve du major William Matthew Palmer, vicomte Wolmer, fils et héritier de Roundell Palmer. Ils ont deux fils. Lord Newton est décédé en juin 1992, à l'âge de 77 ans. Il est remplacé dans la baronnie par son fils aîné Richard Thomas Legh.